# Sân vận động Cheikha Ould Boïdiya
Sân vận động Cheikha Ould Boïdiya (tiếng Pháp: Stade Cheikha Ould Boïdiya, tiếng Ả Rập: ملعب شيخا ولد بيديا) là một sân vận động bóng đá nằm ở Nouakchott, Mauritanie. Sân có sức chứa 8.200 khán giả. Sân nằm liền kề (phía nam) với École d'Application, đối diện với Maison de Jeunes về phía tây và Lycée d'Arabe về phía nam. Một câu lạc bộ đua xe với một hồ bơi và bốn sân quần vợt cũng nằm trong khu phức hợp. Đây là sân vận động lâu đời thứ hai sau Sân vận động Ksar.

## Lịch sử
Sân vận động được xây dựng vào năm 1968. Sân được khánh thành vào năm 1969 với tên gọi Sân vận động Thủ đô. Vào năm 1970, sân đã tổ chức sự kiện thể thao quốc gia đầu tiên ở Mauritanie, Tuần lễ Thể thao Quốc gia, được khai mạc bởi Tổng thống Mokhtar Ould Daddah. Vào năm 1983, với việc khánh thành Sân vận động Olympic, tất cả các môn thi đấu thể thao được chuyển đến sân vận động mới. Kể từ đó, sân bị xuống cấp theo thời gian.
Năm 1990, một cuộc cải tạo lớn đã được thực hiện. Sau khi chuyển giao thế kỷ, Liên đoàn bóng đá Mauritanie bắt đầu hoạt động bàn giao cho quận Nouakchott, mặc dù hoạt động này không thành công. Sau đó, Liên đoàn thành lập trụ sở chính tại đây.
Vào tháng 4 năm 2012, công việc lắp đèn chiếu sáng sân vận động bắt đầu và sân được đổi tên thành Cheikha Ould Boïdiya, cựu chủ tịch Liên đoàn bóng đá Mauritanie, người đã qua đời năm 1988 trong một vụ tai nạn giao thông.
Năm 2019, sân được cải tạo và mở rộng sức chứa từ 500 lên 8.200 người. Sân đã tổ chức Cúp bóng đá U-20 châu Phi 2021.